# Circolo Canottieri Lazio
Il Circolo Canottieri Lazio è un'associazione sportiva di Roma, facente parte della Società Sportiva Lazio.

## Storia

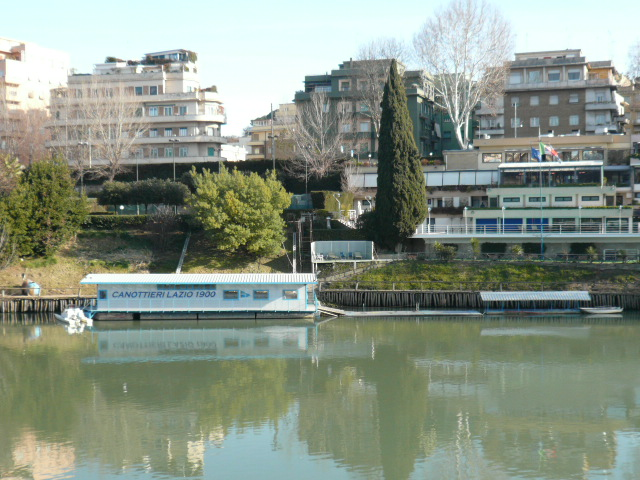
Il galleggiante del circolo

Il circolo, era a i suoi albori un modesto capanno, punto di ritrovo per i fiumaroli del Tevere, demolito  nel 1913 e ricostruito nel 1919. Il 15 dicembre 1923 venne fondata la sezione di canottaggio dal Gen. Giorgio Bompiani, presidente generale della Società Podistica Lazio, mentre Olindo Bitetti ne divenne il primo direttore sportivo. La Sezione nacque "congiunta" al Nuoto ed alla Pallanuoto, inaugurando il circolo presso la sede dello "Chalet del Lago" ad Albano; nacque così il Gruppo Canottieri Lazio con successiva sede istituita presso lo "Chalet sul Tevere", laddove ancora oggi esercita le proprie attività.
Nell'estate del 1965 si giocò per la prima volta la Coppa dei Canottieri, il più antico torneo di calcio a 5 d'Europa, indetto dall'allora Circolo Canottieri e Tennis Lazio, al quale presero parte nelle edizioni successive giocatori del calibro di Giorgio Chinaglia, Franco Cordova, Luigi Martini, Giuseppe Wilson oltre al campione brasiliano Garrincha.
Nel 1978 è nata la tradizione di svolgere sul Tevere, nel giorno del derby calcistico romano di ritorno, il derby remiero con il Circolo Canottieri Roma, dal 2010 divenuto "derby dell'amicizia".
Per due volte (rispettivamente nel 1982 e nel 1991) è stato eletto presidente Cesare Previti, dimissionario nel 1996 in seguito al suo coinvolgimento, insieme ad altri due soci del circolo, nel processo SME.